# Kurt Dieckert

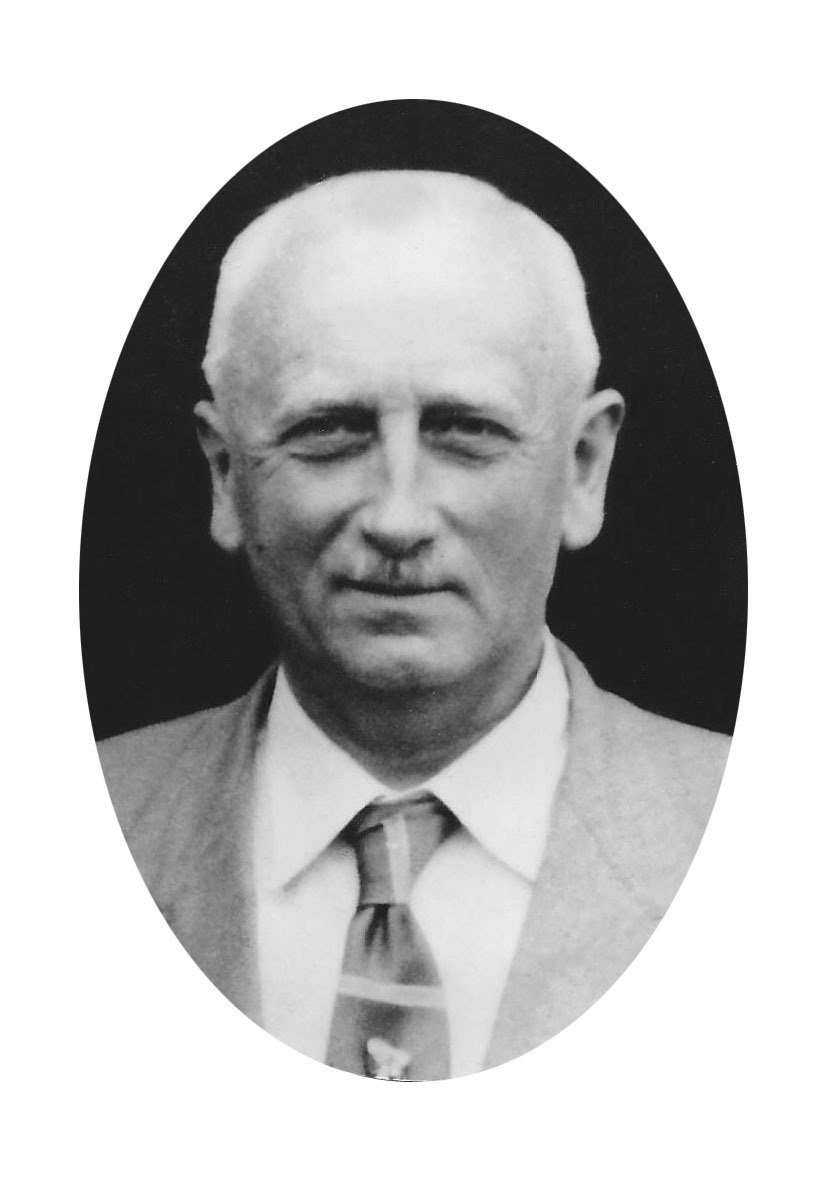
Kurt Dieckert (um 1950)

Kurt Dieckert (* 17. Dezember 1893 in Allenburg, Ostpreußen; † 28. Oktober 1959 in Hannover) war ein deutscher Baurat und Offizier. Bekannt wurde er als militärgeschichtlicher Chronist der Ostpreußischen Operation und der Schlacht um Königsberg.

## Leben
Dieckerts Eltern waren der Geh. Justizrat Franz Dieckert und seine Frau Doris geb. Sprengel. Nach dem Abitur am Collegium Fridericianum studierte Dieckert ab 1912 Architektur an der Technischen Hochschule Danzig, wo er sich dem Akademischen Architektenverein anschloss.

### Erster Weltkrieg
1914 bei Beginn des Ersten Weltkriegs als „herzschwach“ ausgemustert, kam er 1915 „auf Umwegen“ als Kriegsfreiwilliger zur Preußischen Armee, zum 2. Leib-Husaren-Regiment „Königin Viktoria von Preußen“ Nr. 2 in Danzig. Er kämpfte 1916 an der Ostfront als Unteroffizier und Vizefeldwebel im Infanterie-Regiment Nr. 381 der 3. Division (Deutsches Kaiserreich) und wurde mit dem Eisernen Kreuz 2. Klasse ausgezeichnet. Als Leutnant nahm er an der Deutschen Frühjahrsoffensive 1918 teil. Nach der Novemberrevolution wurde er am 14. Dezember 1918 nach Königsberg entlassen.

### Baurat
Im Herbst 1919 bestand er in Danzig die Diplom-Hauptprüfung mit „gut“. Er trat in die Preußische Staatsbauverwaltung ein und kam 1921 zum Hochbauamt in Johannisburg. Nachdem er 1922 in Berlin das Staatsexamen bestanden hatte, wurde er mit der Wiederherstellung der 1914 zerstörten Kirche in Allenburg beauftragt. Ab 1925 hatte er sich um den Umbau der Universitätskirche Marburg sowie der Kinderklinik und der HNO-Klinik der Philipps-Universität Marburg zu kümmern.
Seit 1927 Dezernent in Bad Nenndorf, oblag ihm der Neubau des Winckler-Bades, des Kurhauses, des großen Badehauses, des Deisterhauses und der Hotels „Haus Cassel“ und „Haus Hannover“. Seit 1931 Regierungsbaurat, kam er im April 1932 als Vorstand zum Staatshochbauamt in Rinteln und im Oktober 1932 zum Hochbauamt Hameln.
Im April 1934 zur Forst- und Domänenverwaltung im Regierungsbezirk Gumbinnen versetzt, war er für landwirtschaftliche Bauten der Staatsdomänen, Forsten und Gestüte sowie für den Bau von ländlichen Siedlungen zuständig. Er leitete den Bau der Volksschule in Darkehmen und des Amtsgerichts in Treuburg sowie den Umbau des Justizgebäudes von Insterburg. Noch im selben Jahr wurde er zum Regierungs- und Baurat ernannt.

### Wehrmacht
Ab 1934 machte er Wehrübungen im Infanterie-Regiment 22 (Gumbinnen) der 1. Infanterie-Division. 1936 erreichte er die Dienstgrade Oberleutnant und Hauptmann der Reserve. Am 25. August 1939, eine Woche vor Beginn des Überfalls auf Polen, wurde er als Kompaniechef einer Sperrkompanie vom Grenzwacht-Regiment 1 nach Goldap einberufen. Dann in der 311. Infanterie-Division, wurde er im Mai 1940 zum Ostmärkischen Infanterie-Regiment 664 versetzt. Er wurde am 12. September 1941 zum Oberregierungs- und Baurat ernannt und am Heiligabend desselben Jahres mit der Führung einer Pionierkompanie (675) in Białystok beauftragt. 1942 kam er auf eigenen Wunsch an die Wolchow-Front. In der 126. Infanterie-Division kämpfte er bei Nowgorod und am Ilmensee. In der Schlacht am Wolchow erlitt er am 19. Januar 1942 im Nahkampf eine schwere Verwundung. Erst ein Jahr später wurde er aus dem Lazarett entlassen. Nach dem Genesungsurlaub diente er ab Ende Januar 1943 mit einem steifen Bein im Ersatzbataillon des Füsilier-Regiments 22 (früher Infanterie-Regiment Gumbinnen). Am 1. Juli 1943 wurde er Kommandeur vom großen Waldlager der Heeresversuchsanstalt Peenemünde. Im November kehrte er nach Gumbinnen zurück. Als die 2. Weißrussische Front näherrückte, stellte er sich als Verbindungsoffizier zwischen der Regierung in Gumbinnen und der 3. Panzerarmee zur Verfügung. Nach einer Cholezystektomie in Bartenstein war er ab 13. November 1943 bei seiner Familie in Bad Nenndorf. Er kehrte Anfang Januar 1945 nach Ostpreußen zurück und betreute versprengte Truppen. Als das Kommando Gumbinnen am 21. Januar 1945 beendet war, kam er nach Preußisch Holland. Ab 26. Januar in der Führerreserve, führte er ab dem 2. Februar 1945 eine Einheit des Luftwaffen-Kampf-Bataillons. Am 25. Februar 1945 wurde er in Pillau als Major aus der Wehrmacht entlassen.

### Flucht und Neuanfang
Während der Verwundeten- und Flüchtlingstransporte über die Ostsee floh er aus Ostpreußen. Wegen eines Sturms konnte das Schulschiff Oktant erst mit viertägiger Verspätung am 4. März aus Pillau auslaufen. Der Kreuzer Admiral Scheer übernahm die Flüchtlinge in Gotenhafen und brachte sie nach Swinemünde. Am Karfreitag (30. März) gelangte er zu seiner Familie in Bad Nenndorf. In Rinteln fand er eine Anstellung als Oberregierungs- und Baurat. 1951 kam er als Oberbaurat zur Regierung in Hannover. Seine für die Familie aufgebaute Ostpreußensammlung umfasste 1000 Sachbücher, 600 Titel schöngeistiger Literatur, Kurenwimpel, Teppiche aus Masuren sowie selbst gemalte Aquarelle und Gemälde.
Wegen seiner Erfahrungen und Kenntnisse aus der Schlacht um Ostpreußen bat der Verlag Gräfe und Unzer ihn um einen Bericht über die Schlacht um Königsberg. In einer breiten Korrespondenz mit den Kommandeuren der ostpreußischen Einheiten trug er die Einzelheiten zusammen. Mit neuen taktischen Karten ließen sie ein aufschlussreiches Gesamtbild entstehen. Als Otto Lasch 1955 aus der Kriegsgefangenschaft heimkehrte, stellte Dieckert ihm all sein Material zur Verfügung. Lasch verwendete es für sein Buch über Königsbergs Untergang. Horst Großmann brachte Dieckerts Unterlagen zu Papier. Unter dem Titel Der Kampf um Ostpreußen und der Autorenschaft Dieckert/Großmann ist dieser Dokumentarbericht in mehrfacher Auflage zunächst 1960 bei Gräfe und Unzer, dann im Motorbuch Verlag und zuletzt im Lindenbaum Verlag unverändert erschienen.

„Kurt Dieckert, Oberbaurat und Major der Reserve, hat in jahrelanger Arbeit mit großer Mühe eine einzigartige Sammlung von Material über die Kämpfe um Ostpreußen zusammengetragen und begonnen dieses Buch zu konzipieren. Zur Niederschrift kam er nicht mehr, weil ihn allzu früh der Tod aus seinem Schaffen riß. Der Unterzeichnete führte die Arbeit zu Ende.“

Am eigenen Manuskript zum Kampf um Ostpreußen arbeitete Dieckert bis zum letzten Atemzug. Mit 65 Jahren erlag er dem zweiten Herzinfarkt. Er hinterließ seine Frau Christel und die Kinder Hans, Hella, Jürgen und Martin.

## Auszeichnungen
- Eisernes Kreuz 2. Klasse (1918)
- Kriegsverdienstkreuz (1939) II. Klasse mit Schwertern (1941)
- Eisernes Kreuz 1. Klasse (1942)
- Verwundetenabzeichen in Silber (1942)

## Werk
- Dieckert / Großmann: Der Kampf um Ostpreussen. Der umfassende Dokumentarbericht. Gräfe und Unzer, München 1960.

– schwedische Übertragung von Jörgen Elfving (2011): Ostpreussens undergång 1944–1945. En kamp utan nåd. Svenskt Militärhistoriskt Bibliotek Förlag.
– polnische Übertragung von Wawrzyniec Sawicki und Izabela Jankowska (2011): Bój o Prusy Wschodnie. Kronika dramatu 1944-1945